# لوفيزا (ملكة الدنمارك)

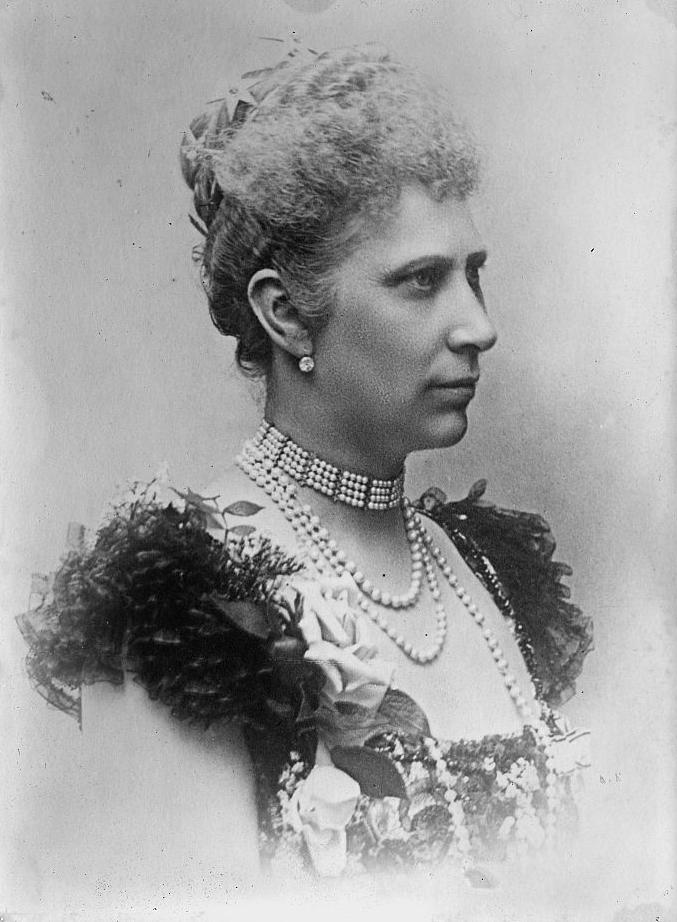

كانت لويزا من السويد (31 أكتوبر 1851 – 20 مارس 1926) ملكة الدنمارك كزوجة للملك فريدريك الثامن. كانت الابنة الوحيدة الباقية من تشارلز الخامس عشر من السويد وزوجته لويزا من هولندا. ولدت لويزا في ستوكهولم. بعد وفاة شقيقها كارل أوسكار (1852–1854)، أصبحت طفلة وحيدة في سن الثالثة، وبقيت كذلك لأن والدتها لم تكن قادرة على إنجاب أطفال آخرين بسبب إصابة. هذا يعني أن العرش سينتقل إلى عمها أوسكار لأنه، على الرغم من أن السويد كان لها ملكة في بعض الأحيان، إلا أن دستور عام 1809 قد نص على خلافة ذكورية.

## روابط خارجية
- مقالات تستعمل روابط فنية بلا صلة مع ويكي بيانات